# Bio-FET
Біосенсор на основі польового транзистора, також відомий як біосенсорний польовий транзистор (Bio-FET або BioFET), польовий біосенсор (FEB) або біосенсорний MOSFET, — це польовий транзистор (на основі структури MOSFET), який відкривається за рахунок зміни поверхневого потенціалу, викликаного зв'язуванням молекул.
Коли заряджені молекули, такі як біомолекули, зв'язуються з затвором FET, який зазвичай є діелектричним матеріалом, вони можуть змінювати розподіл заряду основного напівпровідникового матеріалу, що призводить до зміни провідності каналу FET. Bio-FET складається з двох основних відсіків: один з них є біологічним розпізнавальним елементом, а інший - польовим транзистором. Структура BioFET в значній мірі заснована на іонно-чутливому польовому транзисторі (ISFET), типі польового транзистора метал-оксид-напівпровідник (MOSFET), де металевий затвор замінений іонно-чутливою мембраною, розчином електроліту і електродом порівняння.

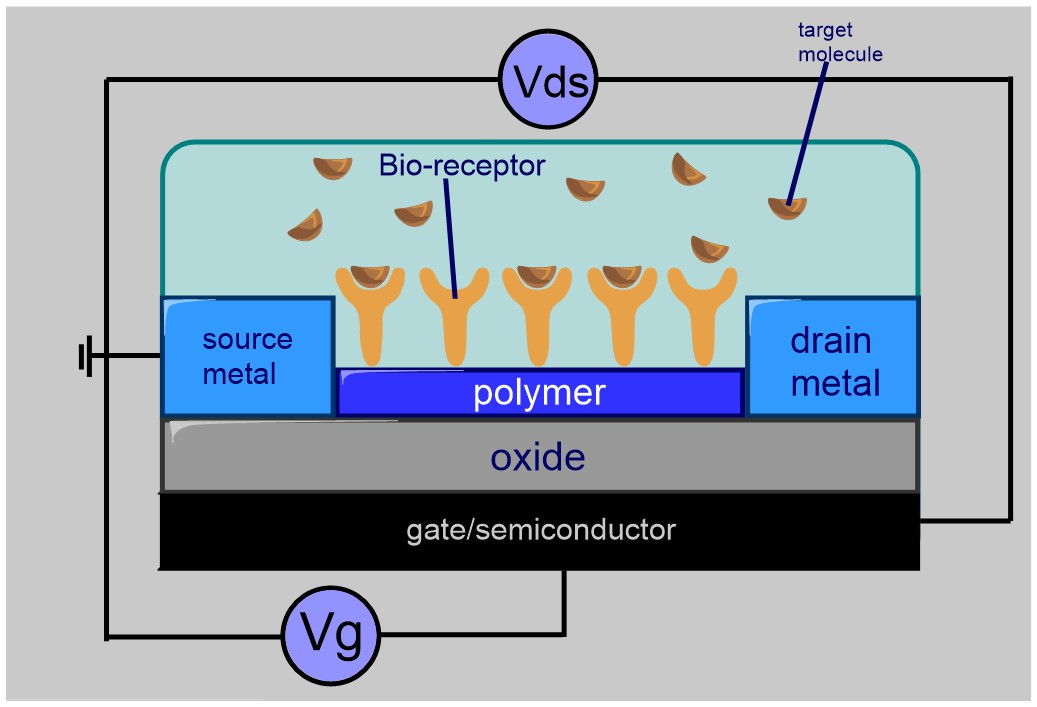
У типовому BioFET електрично і хімічно ізолюючий шар (наприклад, діоксид кремнію) відокремлює розчин аналіту від напівпровідникового пристрою. Полімерний шар, найчастіше APTES, використовується для хімічного зв'язування поверхні з рецептором, специфічним до аналіту (наприклад, біотин або антитіло). Після зв'язування аналіту відбувається зміна електростатичного потенціалу на поверхні шару електроліту-ізолятора, що, в свою чергу, призводить до електростатичного затворного ефекту напівпровідникового пристрою і вимірюваної зміни струму між вихідним і стоковим електродами.

## Механізм роботи
Біо-транзистори поєднують транзисторний пристрій з біо-чутливим шаром, який може специфічно виявляти біомолекули, такі як нуклеїнові кислоти та білки. Система Bio-FET складається з напівпровідникового польового транзистора, який діє як перетворювач, відокремлений шаром ізолятора (наприклад, SiO2) від біологічного елемента розпізнавання (наприклад, рецепторів або молекул-зондів), які є селективними до цільової молекули, що називається аналітом. Як тільки аналіт зв'язується з елементом розпізнавання, розподіл заряду на поверхні змінюється з відповідною зміною електростатичного поверхневого потенціалу напівпровідника. Ця зміна поверхневого потенціалу напівпровідника діє як напруга на затворі в традиційному MOSFET, тобто змінює величину струму, який може протікати між вихідним і стоковим електродами. Ця зміна струму (або провідності) може бути виміряна, таким чином, можна виявити зв'язування аналіту. Точний взаємозв'язок між струмом і концентрацією аналіту залежить від області роботи транзистора.

## Виготовлення Bio-FET
Виготовлення системи Bio-FET складається з декількох наступних етапів:
1. Пошук підкладки, придатної для розміщення ФЕП, та формування ФЕП на підкладці,
2. Виділення активної ділянки ФЕП з підкладки,
3. Нанесення шару чутливої плівки на активну ділянку ФЕП,
4. Нанесення на шар чутливої плівки рецептора, який буде використовуватися для детектування іонів,
5. Видалення напівпровідникового шару та потоншення діелектричного шару,
6. Травлення частини діелектричного шару, що залишилася, щоб оголити активну ділянку ФЕП,
7. видалення фоторезисту та нанесення шару чутливої плівки з подальшим формуванням малюнка фоторезисту на чутливій плівці,
8. травлення незахищеної частини шару чутливої плівки та видалення фоторезисту.

## Переваги
Принцип дії Bio-FET приладів заснований на детектуванні зміни електростатичного потенціалу внаслідок зв'язування аналіту. Це той самий механізм роботи, що й у сенсорів зі скляними електродами, які також реєструють зміни поверхневого потенціалу, але були розроблені ще в 1920-х роках. Через малу величину зміни поверхневого потенціалу при зв'язуванні біомолекул або зміні рН скляні електроди потребують високоімпедансного підсилювача, що збільшує розмір і вартість приладу. На відміну від цього, перевага пристроїв Bio-FET полягає в тому, що вони працюють як внутрішній підсилювач, перетворюючи невеликі зміни поверхневого потенціалу в великі зміни струму (через транзисторний компонент) без необхідності використання додаткової схеми. Це означає, що біосенсори BioFET можуть бути набагато меншими і доступнішими, ніж біосенсори на основі скляних електродів. Якщо транзистор працює в підпороговій області, то очікується експоненціальне збільшення струму на одиницю зміни поверхневого потенціалу.
Біо-ФЕП можуть використовуватися для виявлення в таких галузях, як медична діагностика, біологічні дослідження, захист навколишнього середовища та аналіз харчових продуктів. Для аналізу біологічних молекул також можна використовувати традиційні вимірювання, такі як оптичні, спектрометричні, електрохімічні та SPR-вимірювання. Тим не менш, ці традиційні методи відносно трудомісткі і дорогі, включають багатоетапні процеси, а також не сумісні з моніторингом в реальному часі, на відміну від Bio-FET. Біо-транзистори мають малу вагу, низьку вартість масового виробництва, невеликі розміри і сумісні з комерційними планарними процесами для великомасштабних схем. Вони можуть бути легко інтегровані в цифрові мікрофлюїдні пристрої для лабораторій на кристалі. Наприклад, мікрофлюїдний пристрій може керувати транспортуванням крапель зразка, забезпечуючи при цьому виявлення біомолекул, обробку сигналів і передачу даних за допомогою універсальної мікросхеми. Bio-FET також не вимагає ніякого етапу маркування, а просто використовує специфічну молекулу (наприклад, антитіло, ssDNA) на поверхні датчика для забезпечення селективності. Деякі біо-FET демонструють захоплюючі електронні та оптичні властивості. Прикладом може слугувати глюкозочутливий FET, заснований на модифікації поверхні затвора ISFET наночастинками SiO2 та ферментом глюкозооксидазою (GOD); цей пристрій показав очевидно підвищену чутливість та подовжений термін служби порівняно з пристроєм без наночастинок SiO2.

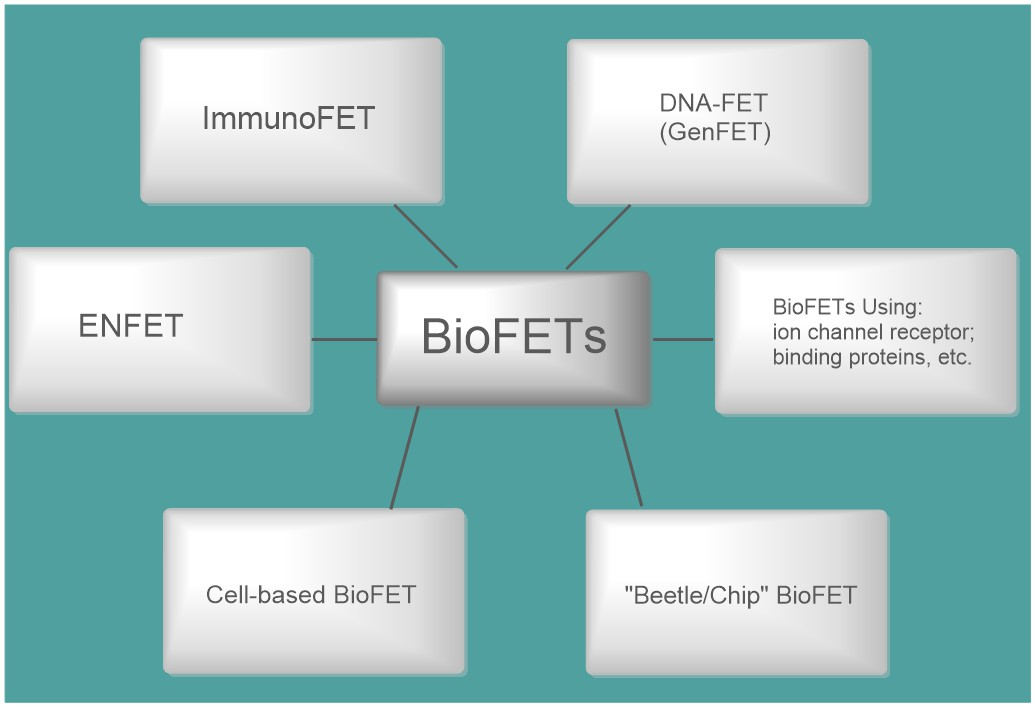
Біо-FET класифікуються на основі біорозпізнавального елемента, що використовується для виявлення: En-FET - ферментно-модифікований FET, Immuno-FET - імунологічно модифікований FET, DNA-FET - ДНК-модифікований FET, CPFET - клітинно-потенційний FET, beetle/chip FET та штучні BioFET на основі.

## Оптимізація
Вибір електрода порівняння (рідкий затвор) або напруги на затворі визначає концентрацію носіїв всередині польового транзистора, а отже, і область його роботи, тому відгук приладу може бути оптимізований шляхом налаштування напруги на затворі. Якщо транзистор працює в підпороговій області, то очікується експоненціальне збільшення струму на одиницю зміни поверхневого потенціалу. Відгук часто подається як зміна струму зв'язування аналіту, поділена на початковий струм ({\displaystyle \Delta I/I_{0}}), і ця величина завжди максимальна в підпороговій області роботи через це експоненціальне підсилення. Для більшості пристроїв оптимальне співвідношення сигнал/шум, що визначається як зміна струму, поділена на базовий шум, ({\displaystyle \Delta I/\delta i_{\text{noise}}}) також досягається при роботі в підпороговій області, однак, оскільки джерела шуму різняться між пристроями, це залежить від пристрою.
Однією з оптимізацій Bio-FET може бути нанесення гідрофобної пасиваційної поверхні на джерело і стік для зменшення неспецифічного зв'язування біомолекул з областями, які не є чутливою поверхнею. Багато інших стратегій оптимізації були розглянуті в літературі. Many other optimisation strategies have been reviewed in the literature.

## Історія
MOSFET (польовий транзистор метал-оксид-напівпровідник, або МОП-транзистор) був винайдений Мохамедом М. Аталлою і Давоном Кангом в 1959 році і продемонстрований в 1960 році. Через два роки Ліланд Кларк (Leland C. Clark) і Чемп Лайонс (Champ Lyons) винайшли перший біосенсор в 1962 році. Пізніше були розроблені біосенсорні МОП-транзистори (BioFET), які з тих пір широко використовуються для вимірювання фізичних, хімічних, біологічних і екологічних параметрів.
Першим біосенсором був іонно-чутливий польовий транзистор (ISFET), винайдений Пітом Бергвельдом для електрохімічних і біологічних застосувань в 1970 році. Інші ранні біологічно активні транзистори включають адсорбційний польовий транзистор (ADFET), запатентований П.Ф. Коксом в 1974 році, і чутливий до водню MOSFET, продемонстрований І. Лундстромом, М.С. Шивараманом, К.С. Свенсоном і Л. Лундквістом в 1975 році. МДН-транзистор є особливим типом МДН-транзистора з затвором на певній відстані, де металевий затвор замінений іонно-чутливою мембраною, розчином електроліту і електродом порівняння. ISFET широко використовується в біомедичних додатках, таких як виявлення гібридизації ДНК, виявлення біомаркерів з крові, виявлення антитіл, вимірювання рівня глюкози, вимірювання рН та генетичні технології.
До середини 1980-х років були розроблені й інші біологічні транзистори, в тому числі газовий датчик FET (GASFET), датчик тиску FET (PRESSFET), хімічний польовий транзистор (ChemFET), еталонний ISFET (REFET), ферментно-модифікований FET (ENFET) та імунологічно модифікований FET (IMFET). На початку 2000-х років були розроблені такі біотранзистори, як польовий транзистор на основі ДНК (DNAFET), генно-модифікований польовий транзистор (GenFET) та біотранзистор з клітинним потенціалом (CPFET). Поточні дослідження в цій галузі призвели до появи нових різновидів BioFET, таких як органічний електролітний затвор FET (OEGFET).

## Додаткова література
- Hao, Ruisha; Liu, Lei; Yuan, Jiangyan; Wu, Lingli; Lei, Shengbin (2023-04). Recent Advances in Field Effect Transistor Biosensors: Designing Strategies and Applications for Sensitive Assay. Biosensors (англ.). doi:10.3390/bios13040426.
- Sadighbayan, Deniz; Hasanzadeh, Mohammad; Ghafar-Zadeh, Ebrahim (2020). Biosensing based on field-effect transistors (FET): Recent progress and challenges. TrAC Trends in Analytical Chemistry. doi:10.1016/j.trac.2020.116067.